# Championnat du Cameroun de football 2020-2021
Navigation
Saison précédente Saison suivante
La saison 2020-2021 du Championnat du Cameroun de football est la 61e édition de la première division camerounaise, la MTN Elite 1.
Le Coton Sport remporte le 16e titre de son histoire à l'issue de la saison.

## Déroulement de la saison

### Une reprise difficile
La saison précédente ayant été arrêtée à cause de la pandémie de Covid-19, il n'y a pas eu de relégation mais deux promotions, ce qui porte le championnat à 20 équipes.
Le championnat devait débuter le 26 septembre 2020, mais un différend entre la FECAFOOT et la Ligue de football professionnel du Cameroun (LFPC) empêche le bon déroulement de la compétition, même si un match est joué le 1er novembre, il est annulé par la FECAFOOT. Il faut une intervention du Président de la République, mi-février 2021, pour espérer voir démarrer le championnat, dans la foulée la FECAFOOT publie le nouveau calendrier et la nouvelle formule du championnat.
La première journée débute le 27 février 2021.

### Nouveau format
Pour rattraper le retard, le championnat est scindé en deux phases, dans la première phase les équipes sont réparties dans deux poules. Les deux premiers de poule jouent les demi-finales, puis les deux vainqueurs une finale pour déterminer le champion du Cameroun.
Vingt-et-une équipes prennent part au championnat 2020-2021, les 20 équipes prévues au départ plus le New Stars Football Club réintégré en première division.
Les deux derniers de poule sont relégués directement, un match de barrage désignera le cinquième club relégué.

## Les clubs participants
- Fovu Baham
- Coton Sport Football Club de Garoua
- Dragon Yaoundé
- APEJES de Mfou
- Canon Yaoundé
- Eding Sport Football Club de la Lékié
- Union des mouvements sportifs de Loum
- Tonnerre Kalara Club de Yaoundé
- Avion Academy
- AS Fortuna
- Union sportive de Douala
- Bamboutos Football Club de Mbouda
- PWD Social Club Bamenda
- Young Sports Academy Bamenda
- Stade Renard de Melong
- Djiko FC de Bandjoun - Anciennement Feutcheu Football Club
- Colombe Sportive du Dja et Lobo
- Panthère sportive du Ndé
- Les Astres Football Club - Promu d'Elite 2
- Yaoundé II FC  - Promu d'Elite 2
- New Stars Football Club - ré-admis en 1re division[6]

## Compétition

### Classement

#### Poule A
| Rang | Équipe                            | Pts | J  | G  | N | P  | Bp | Bc | Diff |
| ---- | --------------------------------- | --- | -- | -- | - | -- | -- | -- | ---- |
| 1    | AS Fortuna                        | 39  | 20 | 11 | 6 | 3  | 29 | 17 | +12  |
| 2    | Fovu Baham                        | 36  | 20 | 10 | 6 | 4  | 22 | 11 | +11  |
| 3    | Stade Renard de Melong            | 36  | 20 | 10 | 6 | 4  | 22 | 11 | +11  |
| 4    | Bamboutos Football Club de Mbouda | 35  | 20 | 9  | 8 | 3  | 28 | 18 | +10  |
| 5    | PWD Bamenda T                     | 33  | 20 | 8  | 9 | 3  | 22 | 14 | +8   |
| 6    | Djiko FC                          | 24  | 20 | 5  | 9 | 16 | 23 | 23 | 0    |
| 7    | Avion Academy                     | 23  | 20 | 6  | 5 | 9  | 19 | 21 | -2   |
| 8    | Dragon Club de Yaoundé            | 21  | 20 | 5  | 6 | 9  | 22 | 32 | -10  |
| 9    | Eding Sport FC                    | 21  | 20 | 4  | 9 | 7  | 20 | 26 | -6   |
| 10   | Union sportive de Douala          | 18  | 20 | 4  | 6 | 10 | 11 | 22 | -11  |
| 11   | Yaoundé II FC P                   | 10  | 20 | 2  | 4 | 14 | 12 | 34 | -22  |

|  | Qualifié pour la phase finale.                                                |
|  | Qualifié pour le match de barrage/relégation.                                 |
|  | Relégué en deuxième division                                                  |
|  | T : Tenant du titre C : Vainqueur de la Coupe du Cameroun P : Promu d'Elite 2 |

- source : Classement final homologué par la FECAFOOT[7].

#### Poule B
| Rang | Équipe                          | Pts  | J  | G | N  | P  | Bp | Bc | Diff |
| ---- | ------------------------------- | ---- | -- | - | -- | -- | -- | -- | ---- |
| 1    | Coton Sport                     | 32   | 18 | 9 | 5  | 4  | 32 | 13 | +19  |
| 2    | APEJES                          | 27   | 18 | 7 | 6  | 5  | 18 | 17 | +1   |
| 3    | Canon Yaoundé                   | 27   | 18 | 7 | 6  | 5  | 18 | 15 | +3   |
| 4    | YOSA Bamenda                    | 27   | 18 | 7 | 6  | 5  | 24 | 13 | +11  |
| 5    | UMS Loum                        | 25   | 18 | 5 | 10 | 3  | 13 | 11 | +2   |
| 6    | Colombe Sportive du Dja et Lobo | 23   | 18 | 5 | 8  | 5  | 21 | 20 | +1   |
| 7    | Les Astres Football Club P      | 21   | 18 | 5 | 6  | 7  | 13 | 19 | -6   |
| 8    | Tonnerre Kalara Club de Yaoundé | 21   | 18 | 5 | 6  | 7  | 15 | 20 | -5   |
| 9    | Panthère du Ndé                 | 21   | 18 | 6 | 3  | 9  | 18 | 25 | -7   |
| 10   | New Stars Football Club P       | 13-3 | 18 | 4 | 4  | 10 | 11 | 30 | -19  |

|  | Qualifié pour la phase finale.                                                |
|  | Qualifié pour le match de barrage/relégation.                                 |
|  | Relégué en deuxième division                                                  |
|  | T : Tenant du titre C : Vainqueur de la Coupe du Cameroun P : Promu d'Elite 2 |

### Phase finale
Les premiers de poule rencontrent les deuxièmes de l'autre poule pour une demi-finale, les deux vainqueurs se retrouvent en finale pour désigner le Champion du Cameroun.
- Le championnat se terminant après la date limite d'inscription aux compétitions continentales, c'est le classement au 8 août qui est pris en compte pour les qualifications, Fovu Baham se qualifie pour la Ligue des champions et Coton Sport pour la coupe de la confédération.

#### Demi-finales
| 19 septembre 2021 | AS Fortuna | 1 - 2 | APEJES | Stade de Ngoa Ekélé, Yaoundé |  |
|                   |            |       |        |                              |  |

| 23 septembre 2021 | Coton Sport       | 0 - 0   | Fovu Baham | Centre sportif académique de Mbankomo, Mbankomo |
|                   |                   | (0 - 0) |            |                                                 |
|                   | Tirs au but 5 - 4 |         |            |                                                 |

#### Match pour la troisième place
| 29 septembre 2021 | AS Fortuna | 5 - 0 | Fovu Baham | Complexe multisports de Japoma, Japoma |  |
|                   |            |       |            |                                        |  |

#### Finale
| 29 septembre 2021 | APEJES              | 1-3   | Coton Sport                                                        | Complexe multisports de Japoma, Japoma |  |
|                   | Leonard Gweth 90+2e | (0-1) | 30e (pen.) Francis Balliang · 50e Marou Souaibou · 59e Tombi Alémi |                                        |  |
|                   | Rapport             |       |                                                                    |                                        |  |

### Barrage de maintien-relégation
| 19 septembre 2021 | Eding Sport FC | 3 - 2 | Tonnerre Kalara Club de Yaoundé | Stade d'Olembé |  |
|                   |                |       |                                 |                |  |

## Repêchage
Avant la saison 2021-2022 on apprend que la FECAFOOT réintègre les cinq clubs relégués pour le nouveau championnat qui se disputera avec 25 équipes.

## Bilan de la saison
| Championnat du Cameroun de football 2020-2021 |                                  |
| Champion                                      | Coton Sport (16e titre)          |
| Qualifications continentales                  |                                  |
| Ligue des champions de la CAF 2021-2022       | Fovu Baham                       |
| Coupe de la confédération 2021-2022           | Coton Sport                      |
| Promotions et relégations                     |                                  |
| Promus en MTN Elite 1                         | Racing Club Bafoussam            |
| Promus en MTN Elite 1                         | OFTA de Kribi                    |
| Relégués en MTN Elite 2                       | les clubs relégués sont repêchés |